# Tiendaagse Oorlog
De Tiendaagse Oorlog is de naam voor de Sloveense onafhankelijkheidsstrijd, die ontstond met de inval van het Joegoslavisch Volksleger (JNA) in Slovenië na de afgekondigde Sloveense onafhankelijkheidsverklaring van 25 juni 1991. De eerste manoeuvres vonden plaats op 26 juni, de gevechten duurden van 27 juni tot een staakt-het-vuren op 3 juli, waarna de vrede werd getekend op 7 juli met het Akkoord van Brioni, waarmee de Sloveense onafhankelijkheid door Joegoslavië werd erkend, maar de praktische uitvoering formeel nog drie maanden uitgesteld. De periode van 27 juni tot en met 7 juli geldt als de "tien dagen".

## Aanloop naar de oorlog
In verkiezingen waren in de meeste deelstaatregeringen van Joegoslavië nationalistische partijen aan de macht gekomen. Zo ook in Slovenië. De Servische nationalisten waren onder Milosevic echter al begonnen met het gestadig uitbreiden van hun invloed op het Joegoslavische staatsapparaat. Door Kosovo en Vojvodina de autonomie te ontnemen en via hun aanhang in Montenegro, bezette Servië nu vier van de acht zetels in de Federatieraad. Slovenië en Kroatië, beide bovendien welvarender deelrepublieken met mede economisch belang bij onafhankelijkheid, zagen hun eigen autonomie nu bedreigd.
Op 23 december 1990 had de Sloveense bevolking in een referendum met 95% voor onafhankelijkheid gestemd. Slovenië bereidde zich nu, evenals Kroatië, voor om in juni 1991 de onafhankelijkheid uit te roepen. De Joegoslavische centrale regering was niet van plan dit over zijn kant te laten gaan.
Slovenië had al, net als alle andere vijf republieken, onder Tito een eigen beperkte strijdmacht (Teritorialna obramba of TO), en het federale leger was er slecht bekend. Hoewel de Joegoslavische centrale overheid met het oog op de verslechterde binnenlandse situate de defensie probeerde te centraliseren, onttrok de Sloveense deelstaatregering het grootste deel van de TO hieraan. Een parallelle geheime bevelsstructuur werd opgezet zodat de TO zelfs onder Joegoslavische controle opgeroepen kon worden.

## De strategieën
Toch was de militaire uitgangssituatie voor Slovenië niet gunstig. De JNA had een groot overwicht in manschappen en materieel en zou in een gewapend conflict uiteindelijk de overhand krijgen. De Sloveense regering besefte dit en hoopte de JNA tijdelijk te kunnen tegenhouden om zo tijd te winnen om zo internationale steun voor de Sloveense zaak te kunnen krijgen. Maar ook dit perspectief liet zich aanvankelijk niet gunstig aanzien: zowel het Westen als de Sovjet-Unie riepen Joegoslavië op de eenheid te bewaren.
Het JNA had dus de overmacht maar was verdeeld. Staf-chef generaal Adžić wilde een grootschalige aanval, bezetting van Slovenië, en vervanging van de regering. Minister van Defensie Kadijević was echter voor een voorzichtiger aanpak. Hij wilde de JNA-troepen de republiek insturen zonder de TO-eenheden aan te vallen, en hoopte zo de bevolking en leiders zodanig te intimideren dat ze zich vrijwillig zouden onderwerpen. Als hoogste in rang kreeg hij zijn zin. Civiele leden van de Joegoslavische regering zouden later verklaren niet op de hoogte te zijn geweest van deze militaire beslissingen.

## De oorlog
Het JNA bezette een aantal strategische punten maar de legerleiding wilde geen grote aantallen slachtoffers maken en trad niet doortastend op. Hierdoor konden de Sloveense eenheden belegeringsringen om de JNA-eenheden optrekken. Daarbij dienden in het JNA ook Sloveense soldaten, waarvan een deel overliep wanneer ze de kans kregen. Bovendien buitte de Sloveense regering de aanval politiek uit en presenteerde deze als een strijd van David tegen Goliath. Een vergelijking werd gemaakt met de Tiananmen-opstand twee jaar eerder. De internationale sympathie voor de Sloveense zaak was dan ook overweldigend, terwijl Joegoslavië veel politiek krediet verloor. Bovendien schoot het JNA nog een Oostenrijkse grenspost in brand, wat de Europese sympathie voor de Joegoslavische eenheid niet echt bevorderde. De operaties in Slovenië liepen dan ook uit op een fiasco.
Op 26 juni 1991, de dag na de onafhankelijkheid, vonden de eerste manoeuvres plaats. Het 13e JNA-legerkorps trok van zijn basis te Rijeka naar de Italiaans-Sloveense grensstreek. Bewoners wierpen barricades op maar er werd nog niet gevochten. Inmiddels nam de Sloveense regering de grensposten met Oostenrijk en het vliegveld Brnik over. Het personeel was al Sloveens en was op de hoogte. Het enige dat ze hoefden te doen was een ander uniform aantrekken. Het leverde de Sloveense regering controle over strategische punten en broodnodige inkomsten op.
Op 27 juni kwamen nog meer in het noorden gelegerde JNA-eenheden in actie. De Joegoslavische luchtmacht strooide pamfletten uit boven Sloveense steden. De troepen hadden het op de grensposten en het vliegveld gemunt, wat het commando van het Vijfde Militaire District te Zagreb JNA ook aan de Sloveense president meedeelde. De Sloveense regering besloot hierop tot gewapend verzet. Verder werd het JNA gewaarschuwd dat helikopters zouden worden neergeschoten.
Die middag zette het JNA toch helikopters in om troepen naar strategische locaties te verplaatsen. De TO maakte het Sloveense dreigement waar en schoot twee helikopters neer. Verder trok de TO belegeringsringen rond JNA-eenheden in Slovenië. Toch wist het JNA alle grensposten met Italië, op drie na alle grensposten met Oostenrijk en alle grensposten met Kroatië te bezetten.
Op 28 juni ging de TO in de tegenaanval. Er braken op verschillende locaties door het hele land gevechtshandelingen uit, waarbij doden vielen. De TO heroverde een grenspost en een wapendepot. Verder ondersteunde de Joegoslavische luchtmacht het JNA met luchtaanvallen, onder andere gericht tegen vliegveld Brnik. Het JNA kreeg te maken met massale deserties van Sloveense dienstplichtigen.
Op 29 juni probeerde de Europese Unie een wapenstilstand te bemiddelen te Zagreb, maar men hield zich er niet aan. De TO heroverde inmiddels het vliegveld Brnik en maakte elders een aantal tanks buit. Grensposten bij Vrtojba en Šentilj werden heroverd en een amfibische landing van het JNA werd verijdeld.
Op 30 juni werd de zuidkant van de Karawankentunnel naar Oostenrijk veroverd, alsmede negen JNA-tanks te Nova Gorica. JNA-garnizoenen te Dravograd, Tolmin en Bovec gaven zich over.
De eerste dag van juli 1991 bracht nog meer nederlagen voor het JNA. Verschillende munitiedepots vielen in Sloveense handen. In Nova Vas werd een JNA-basis veroverd, en het 306e JNA-luchtafweerregiment werd in een bos door TO-eenheden omsingeld. De JNA-legerleiding en minister van Defensie besloten, nu duidelijk was dat de beperkte aanval gefaald had, tot het alternatieve scenario: een volledige invasie. President Borisav Jović weigerde dit tot woede van stafchef Adžić toe te staan.
Op 2 juli vonden zware gevechten plaats. Het 306e JNA-regiment capituleerde en grensposten te Šentilj, Gornja Radgona, Fernetiči en Gorjansko, alsmede een aantal JNA-kazernes, vielen in Sloveense handen. Rond Dravograd vonden langdurige gevechten tussen de TO en het JNA plaats. De Slovenen kondigden een eenzijdig staakt-het-vuren af, maar de op wraak beluste JNA-leiding wilde daar niets van weten.
Op 3 juli verliet een groot legerkonvooi Belgrado, hoogstwaarschijnlijk versterking voor de JNA-troepen in Slovenië. Het zou niet ter bestemming aankomen, volgens de regering wegens mechanische problemen. Een andere JNA-colonne die Slovenië binnen wilde trekken ter ontzetting van JNA-troepen aldaar, werd teruggeslagen. De grensovergang bij Kog werd door de TO heroverd. Verder maakten de Slovenen een Joegoslavische helikopter buit, die ze na de oorlog teruggegeven hebben. Die avond stemde het JNA alsnog in met een staakt-het-vuren en de JNA-troepen trokken zich terug in hun barakken.
De dagen erna namen TO-troepen opnieuw de door het JNA bezette punten en grensposten in bezit, terwijl JNA-troepen zich vreedzaam terugtrokken naar hun barakken of naar Kroatië. Op 7 juli werd het Akkoord van Brioni getekend. Hiermee was de oorlog beëindigd.

## Nadien
Het presidium van Joegoslavië nam op 18 juli 1991 het besluit om het federale leger uit Slovenië terug te trekken binnen een termijn van drie maanden. Hiermee gaf het presidium gevolg aan de afspraken van het op 7 juli 1991 getekende Akkoord van Brioni. De laatste vreemde troepen verlieten Slovenië via de haven van Koper in de nacht van 25 op 26 oktober 1991, waarmee voor Slovenië een definitief einde kwam aan de Joegoslavische periode.
Het aantal doden beliep 76. Hiervan 19 Slovenen, 45 federalen en 12 vreemdelingen. Slovenië telde 192 gewonden, het Joegoslavische leger 146. De eenheden van de Territoriale Verdediging (zoals de naam van het Sloveense leger luidde in het Sloveens: Teritorialna obramba) namen 4693 Joegoslavische soldaten en 252 federale politiemensen gevangen. Tijdens de tien dagen durende oorlog verloor het leger van Joegoslavië 31 tanks, 22 pantservoertuigen, 172 andere voertuigen en 6 helikopters.
Sloveense Oorlog (1991) · Kroatische Oorlog (1991-95) · Bosnische Burgeroorlog (1992-95) · Kroatisch-Bosniakse Oorlog (1992-94) · Kosovo-oorlog (1998-99) · Operatie Allied Force (1999) · Conflict in de Preševo-vallei (2001) · Macedonisch conflict (2001)